# Кубад ибн Язид
Кубад ибн Йазид (? - 1049) — Ширваншах (1043-1049).
При нем в 1044 году возник конфликт между знатью и эмиром Дербенда. Они выслали жену эмира Дербенда Шамкуйе обратно в Ширван и Ширваншах Кубад посадил её в темницу в одной из крепостей, но затем освободил и в 1045 году вернул мужу.
В 1045 году Ширваншах Кубад приказал построить вокруг города Йазидийа крепкую стену из-за страха перед тюрками-огузами.
Ширваншах Кубад ибн Йазид скончался в четверг 28 июля 1049 года.